# Ashina Moritaka
Ashina Moritaka (蘆名 盛隆?; 1561 – 8 novembre 1584) è stato un daimyō giapponese del periodo Sengoku, appartenente al clan Ashina. Era conosciuto anche come Heitarō (平太郎?).
Moritaka era figlio di Nikaidō Moriyoshi (二階堂 盛義?), signore del castello di Sukagawa. Fu adottato da Ashina Moriuji per continuare la linea della famiglia Ashina, e per questo sposò una figlia di Moriuji, dalla quale ebbe un figlio, Kiōmaru. Dopo la successione di Moritaka, egli divenne molto impopolare tra i suoi servitori. Questo portò al suo assassinio all'età di 22 o 23 anni per mano di Ōba Sanzaemon (大庭 三左衛門?). 
Ashina Morishige divenne successore di Moritaka poiché suo figlio, Kiōmaru, morì all'età di due anni.